# Treading Water (2024)
Treading Water ist ein Filmdrama und das Spielfilmdebüt von Gino Evans. Der Film feierte im Oktober 2024 beim London Film Festival seine Premiere und soll Ende April 2025 in die Kinos im Vereinigten Königreich kommen.

## Handlung
Danny ist gerade aus dem Gefängnis entlassen worden und lebt nun in einer betreuten Wohngruppe. Er hat psychische Probleme und versucht, sein Leben wieder in den Griff zu bekommen. Eine zufällige Begegnung mit seiner früheren Freundin Laura gibt ihm Hoffnung, dass dies gelingt.

## Produktion
Regie führte Gino Evans, der auch das Drehbuch schrieb. Es handelt sich bei Treading Water nach den Kurzfilmen Bus Baby und Blind Faith um sein Spielfilmdebüt.
Joe Gill spielt den frisch aus dem Gefängnis entlassenen Danny und Becky Bowe seine frühere Freundin Laura.
Die Dreharbeiten fanden in Manchester statt.
Die Premiere des Films war am 12. Oktober 2024 beim London Film Festival. Im März wurde er beim Manchester Film Festival gezeigt. Der erste Trailer wurde Anfang April 2025 vorgestellt. Am 25. April 2025 soll Treading Water in die Kinos im Vereinigten Königreich kommen.

## Auszeichnungen
British Independent Film Awards 2024
- Nominierung als Bester Nachwuchsproduzent (Ben Toye)